# Systoechus albipectus
Systoechus albipectus är en tvåvingeart som beskrevs av Hesse 1938. Systoechus albipectus ingår i släktet Systoechus och familjen svävflugor. Inga underarter finns listade i Catalogue of Life.